# Solanum sycocarpum
Solanum sycocarpum är en potatisväxtart som beskrevs av Carl Friedrich Philipp von Martius och Otto Sendtner. Solanum sycocarpum ingår i släktet skattor som ingår i familjen potatisväxter. IUCN kategoriserar arten globalt som starkt hotad. Inga underarter finns listade i Catalogue of Life.